# Maximilian Kleber
Maximilian „Maxi“ Kleber (* 29. Januar 1992 in Würzburg) ist ein deutscher Basketballspieler, der seit Februar 2025 bei den Los Angeles Lakers in der National Basketball Association (NBA) unter Vertrag steht.

## Karriere

### Verein
Kleber lernte das Spiel in seiner Jugend bei der TG Veitshöchheim; später lief er auch für den SC Heuchelhof und die TG Würzburg auf das Feld. Von 2009 bis 2014 spielte er für seinen Heimatverein s.Oliver Baskets aus Würzburg, mit dem er von der ersten Regionalliga bis in die Basketball-Bundesliga durchmarschierte. Seinen Einstand in Deutschlands höchster Spielklasse gab er in der Saison 2011/12. Während seiner Würzburger Zeit wurde er mehrmals von Verletzungen zurückgeworfen. 2010 zog er sich im Alter von 18 Jahren einen Kniebruch zu und konnte deshalb rund ein Jahr nicht spielen. Auch an Händen, Füßen (darunter Fußbruch in der Vorbereitung auf das Spieljahr 2013/14) sowie in der Bauchmuskulatur erlitt er Verletzungen, im Februar 2012 wurde ein zweiter Eingriff am Knie vorgenommen.
Kleber meldete sich zunächst für den NBA-Draft 2012 an, obwohl er noch nicht zu jenen Spielern gehörte, die aufgrund ihres Alters „automatisch“ für das Auswahlverfahren zugelassen sind. Er zog die Anmeldung jedoch später wieder zurück und nahm stattdessen im italienischen Treviso am Adidas Euro Camp teil.
2014, im Jahr seines Nationalmannschaftsdebüts, wurde Kleber als einer von fünf gemeldeten deutschen Spielern beim NBA-Draft 2014 nicht ausgewählt. Nach Würzburgs Abstieg im selben Jahr wechselte Kleber vertragsfrei nach Spanien zu Obradoiro CAB. Dort erreichte er in 33 Spielen mit einer mittleren Spielzeit von 25:28 Minuten im Schnitt 11,5 Punkte, 6,5 Rebounds, 0,8 Korbvorlagen und einen Ballgewinn. Nach einem Jahr in Spanien wechselte Kleber in die deutsche Bundesliga zurück und unterschrieb einen Zweijahresvertrag beim FC Bayern München. In der Spielzeit 2015/16 wurde er von den Bayern in 24 Bundesliga-Partien eingesetzt und erzielte im Schnitt acht Punkte sowie 4,9 Rebounds je Begegnung. In München plagten ihn erneut Verletzungen, „Klebers Potenzial wird nur von seinem Körper begrenzt“, schrieb die Deutsche Presse-Agentur im Januar 2017. In seiner zweiten Münchener Saison (2016/17) stand Kleber bei all seinen 37 Bundesliga-Einsätzen in der Anfangsformation, schaffte einen Punkteschnitt von 9,0 pro Spiel und war mit 38 getroffenen Dreipunktwürfen drittbester FCB-Akteur in dieser Hinsicht.
Im Sommer 2017 wechselte Kleber in die nordamerikanische Basketballliga NBA zu den Dallas Mavericks, wo er fortan zusammen mit dem ebenfalls aus Würzburg stammenden Dirk Nowitzki auf Korbjagd ging (Nowitzki beendete 2019 seine Laufbahn). Kleber einigte sich mit den Texanern im Sommer 2019 auf eine Verlängerung der Zusammenarbeit, nachdem sein Vertrag ausgelaufen war. Im September 2022 verlängerte er seinen in der Saison 2022/23 auslaufenden Vertrag mit einer vollständigen Garantie über die gesamte Laufzeit bis zur Saison 2025/26.
Anfang Februar 2025 wurde Kleber von Dallas an die Los Angeles Lakers abgegeben. Das geschah im Zuge des vielbeachteten Spielertauschs Luka Dončić (nach Los Angeles) gegen Anthony Davis (nach Dallas).

### Nationalmannschaft

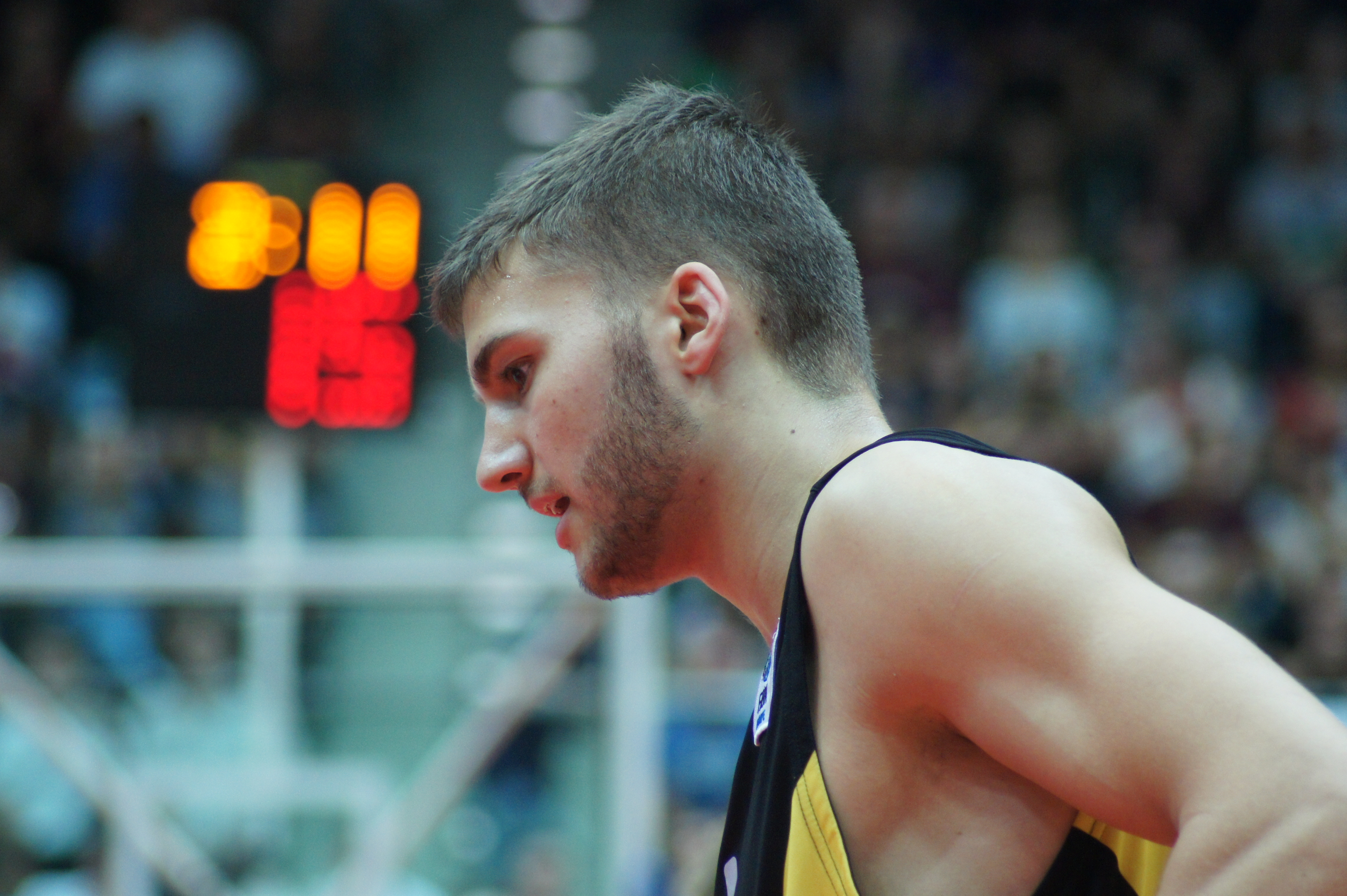
Maxi Kleber (2014)

Im Sommer 2014 debütierte Maximilian Kleber bei der Herren-Nationalmannschaft in der EM-Qualifikation. Kleber konnte dabei als Leistungsträger überzeugen: In fünf EM-Qualifikationsspielen gelangen ihm in durchschnittlich 22 Minuten Spielzeit im Schnitt 11,8 Punkte und 6,8 Rebounds. Kleber war bei der Weltmeisterschaft 2019 mit 11,2 Punkten je Begegnung drittbester Korbschütze der deutschen Mannschaft. Nachdem Mannschaftskapitän Dennis Schröder öffentlich Klebers Qualität als Basketballspieler in Zweifel gezogen hatte, nahm Kleber weder an der Weltmeisterschaft 2023, bei der Deutschland Gold gewann, noch an den Olympischen Spielen 2024 teil.

## Karriere-Statistiken

### NBA

#### Hauptrunde
| Jahr    | Team   | GP  | GS  | MPG  | FG%  | 3P%  | FT%  | RPG | APG | SPG | BPG | PPG |
| ------- | ------ | --- | --- | ---- | ---- | ---- | ---- | --- | --- | --- | --- | --- |
| 2017–18 | Dallas | 72  | 35  | 16.8 | .489 | .313 | .746 | 3.3 | 0.7 | 0.4 | 0.7 | 5.4 |
| 2018–19 | Dallas | 71  | 18  | 21.2 | .453 | .353 | .784 | 4.6 | 1.0 | 0.5 | 1.1 | 6.2 |
| 2019–20 | Dallas | 74  | 21  | 25.5 | .461 | .373 | .849 | 5.2 | 1.2 | 0.3 | 1.1 | 9.1 |
| 2020–21 | Dallas | 50  | 40  | 26.8 | .420 | .408 | .919 | 5.2 | 1.4 | 0.5 | 0.7 | 7.1 |
| 2021–22 | Dallas | 59  | 21  | 24.6 | .398 | .325 | .728 | 5.9 | 1.2 | 0.5 | 1.0 | 7.0 |
| 2022–23 | Dallas | 37  | 5   | 25.1 | .456 | .348 | .711 | 3.6 | 1.4 | 0.3 | 0.8 | 5.9 |
| Gesamt  | Gesamt | 363 | 141 | 22.9 | .447 | .358 | .787 | 4.7 | 1.1 | 0.4 | 0.9 | 7.0 |

#### Play-offs
| Jahr    | Team   | GP | GS | MPG  | FG%  | 3P%  | FT%  | RPG | APG | SPG | BPG | PPG |
| ------- | ------ | -- | -- | ---- | ---- | ---- | ---- | --- | --- | --- | --- | --- |
| 2019–20 | Dallas | 6  | 6  | 33.9 | .333 | .192 | .750 | 6.5 | 2.0 | 0.3 | 1.0 | 6.7 |
| 2020–21 | Dallas | 7  | 4  | 26.8 | .400 | .400 | .714 | 3.6 | 1.4 | 0.4 | 0.0 | 5.3 |
| 2021–22 | Dallas | 18 | 0  | 25.4 | .509 | .436 | .714 | 4.6 | 1.1 | 0.2 | 0.8 | 8.7 |
| Gesamt  | Gesamt | 31 | 10 | 37.3 | .451 | .379 | .725 | 4.7 | 1.3 | 0.3 | 0.7 | 7.5 |

## Privates
2011 bestand er das Abitur am Deutschhaus-Gymnasium in Würzburg.

## Auszeichnungen
- Teilnehmer beim BBL All-Star Game: 2014[20]
- 2. Platz bei der Wahl zum meistverbesserten Spieler der Bundesliga-Saison 2013/2014[20][21]
- 3. Platz bei der Wahl zum besten deutschen Nachwuchsspieler 2014[20]
- 1. Platz bei der Wahl zum effektivsten deutschen Bundesliga-Spieler 2016/2017